# 尚贝尔
尚贝尔（法語：Chambeire，法語發音：[ʃɑ̃bɛʁ]）是法国科多尔省的一个市镇，位于该省东部偏南，属于第戎区。

## 地理
尚贝尔（47°16'55"N, 5°15'52"E）面积6.21 平方千米，位于法国勃艮第-弗朗什-孔泰大區科多尔省，该省份为法国中东部省份，北起奥布省，西接涅夫勒省和约讷省，南至索恩-卢瓦尔省，东南接汝拉省，东临上索恩省，东北部与上马恩省接壤。
与尚贝尔接壤的市镇（或旧市镇、城区）包括：蒂耶河畔勒米伊、泰勒塞、蒂耶河畔塞塞、拉贝热芒富瓦涅、索恩河畔拉马什、隆尚。

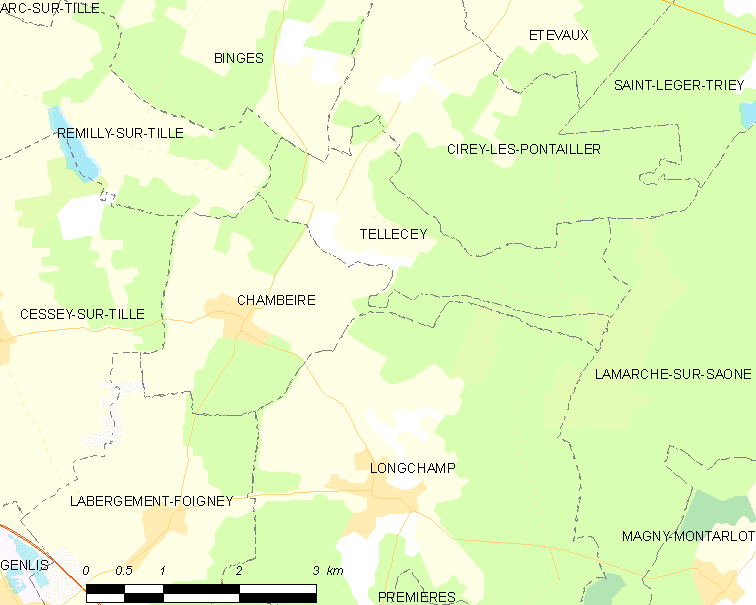
尚贝尔的OSM定位图

尚贝尔的时区为UTC+01:00、UTC+02:00（夏令时）。

## 行政
尚贝尔的邮政编码为21110，INSEE市镇编码为21130。

## 政治
尚贝尔所属的省级选区为让利斯县。

## 人口

1962-2008年间尚贝尔人口变化图示

尚贝尔于2022年1月1日时的人口数量为413人。